# ناحیه انچ
ناحیهٔ انچ (به مجاری: Encsi járás) یک ناحیه در مجارستان است که در بورشود-آبااوی-زمپلن واقع شده‌است. ناحیهٔ انچ ۳۷۸٫۳۹ کیلومتر مربع مساحت و ۲۱٬۳۹۰ نفر جمعیت دارد.